# Bowmaniella atlantica
Bowmaniella atlantica är en kräftdjursart som först beskrevs av Silva 1971.  Bowmaniella atlantica ingår i släktet Bowmaniella och familjen Mysidae. Inga underarter finns listade i Catalogue of Life.